# Октябрський (Алтайський район)
Октя́брський (каз. Октябрь) — селище у складі Алтайського району Східноказахстанської області Казахстану. Адміністративний центр Октябрської селищної адміністрації.
Населення — 1675 осіб (2021; 1797 у 2009, 2045 у 1999, 2281 у 1989).
Станом на 1989 рік селище мало статус селища міського типу.